# Mahé Drysdale
Alexander Mahé Owens Drysdale (født 19. november 1978 i Melbourne, Australien) er en newzealandsk roer, og dobbelt olympisk guldvinder.
Drysdale vandt guld i singlesculler ved både OL 2012 i London og OL 2016 i Rio de Janeiro. Han vandt bronze i samme disciplin ved OL 2008 i Beijing. Han deltog også ved OL 2004 i Athen, hvor han var den del af den newzealandske firer uden styrmand, der sluttede på 5. pladsen.
Drysdale har desuden fem guld- og tre sølvmedaljer i singlesculler fra VM i roning.

## Resultater

### OL-medaljer
- 2012:  Guld i singlesculler
- 2016:  Guld i singlesculler
- 2008:  Bronze i singlesculler

### VM-medaljer
- VM i roning 2005:  Guld i singlesculler
- VM i roning 2006:  Guld i singlesculler
- VM i roning 2007:  Guld i singlesculler
- VM i roning 2009:  Guld i singlesculler
- VM i roning 2011:  Guld i singlesculler
- VM i roning 2010:  Sølv i singlesculler
- VM i roning 2014:  Sølv i singlesculler
- VM i roning 2015:  Sølv i singlesculler